# Джурово
Джурово (болг. Джурово) — село в Болгарии. Находится в Софийской области, входит в общину Правец. Население составляет 1155 человек (2022).

## Политическая ситуация
В местном кметстве Джурово, в состав которого входит Джурово, должность кмета (старосты) исполняет Цанко Стоянов Цайков (независимый) по результатам выборов.
Кмет (мэр) общины Правец — Красимир Василев Живков (Красимир Василев Живков) по результатам выборов.